# Alexis Vila
Alexis Vila Perdomo (ur. 12 marca 1971) – kubański zapaśnik w stylu wolnym. Brązowy medalista olimpijski z Atlanty 1996 w wadze do 48 kg.
Trzykrotny medalista Mistrzostw Świata, dwa razy złoty w 1993 i 94 roku. Najlepszy na Igrzyskach Panamerykańskich w 1995 roku. Dwa razy złoty medal na Mistrzostwach Panamerykańskich. Mistrz igrzysk Ameryki Środkowej i Karaibów w 1993. Triumfator Pucharu Świata w 1996: drugi w 1993.